# 游览机
遊覽機，即是用作普通遊覽的私人飛機，這些飛機大部分都是短距程、輕型（通常不多於5座位）及螺旋槳發動（非噴射引擎發動）的飛機。

## 遊覽機
塞斯納C-172
Piper PA-20 Pacer
Mooney M20

## 駕駛須知
1. 所有駕駛者必須持有私人飛行員執照（PPL）。
2. 遊覽機仍要遵守當地的禁飛區條例。